# Pływanie na Letnich Igrzyskach Olimpijskich 1932 – 100 m stylem dowolnym mężczyzn
Wyścig na 100 metrów stylem dowolnym mężczyzn był jedną z konkurencji pływackich rozgrywanych podczas X Igrzysk Olimpijskich w Los Angeles. Wystartowało 22 zawodników z dwunastu reprezentacji.
Era dominacji Johnny Weissmullera w pływackich sprintach zakończyła się wraz z podpisaniem przez niego kontraktu filmowego dla Hollywood. W Los Angeles wystartowała nowa generacja pływaków, w której skład wchodziła fenomenalna grupa japońskich nastolatków. Na czele japońskich zawodników stał Yasuji Miyazaki, który dwa miesiące przed swoimi szesnastymi urodzinami zakwalifikował się do olimpijskiego finału. Jego występy w fazie eliminacyjnej i półfinałowej oraz nowy rekord olimpijski w półfinale stawiał go w roli faworyta do złotego medalu.
Wyścig finałowy był bardzo wyrównany. Różnica między zdobywcą złota a ostatnim z finalistów wynosiła zaledwie 1,3 sekundy. Mimo to Miyazaki wygrał wyraźnie wspierany przez zdobywcę srebra, Tatsugo Kawaishi. Sam finał był rozgrywką między reprezentacją Kraju kwitnącej wiśni oraz reprezentacji gospodarzy. Zdobywca srebrnego medalu z Amsterdamu, István Bárány, odpadł w fazie półfinałowej, choć film z tego półfinału mógł wskazywać, że zajął on drugie, a nie czwarte miejsce, jak wskazali sędziowie.

## Rekordy
| Rekord świata     | Johnny Weissmuller (USA) | 57,4 | Miami, Stany Zjednoczone | 17.02.1924 |
| Rekord olimpijski | Johnny Weissmuller (USA) | 58,6 | Amsterdam, Holandia      | 11.08.1928 |

## Wyniki

### Eliminacje
Do zawodów przystąpiło 22 zawodników. Zostali podzieleni na cztery wyścigi. Awans uzyskiwało dwóch najlepszych z każdego wyścigu oraz najszybszy z zawodników na trzecich miejscach.
Wyścig 1
| Poz. | Zawodnik        | Wynik  | Uwagi |
| ---- | --------------- | ------ | ----- |
| 1.   | Manuella Kalili | 59,6   | Q     |
| 2.   | István Bárány   | 1:00,4 | Q     |
| 3.   | Munroe Bourne   | 1:01,1 |       |
| 4.   | Reginald Sutton | 1:02,9 |       |
| 5.   | Leopoldo Tahier | 1:05,3 |       |
| 6.   | Manoel Villar   | 1:08,4 |       |

Wyścig 2
| Poz. | Zawodnik                | Wynik  | Uwagi |
| ---- | ----------------------- | ------ | ----- |
| 1.   | Walter Spence           | 59,3   | Q     |
| 2.   | Albert Schwartz         | 59,6   | Q     |
| 3.   | Tatsugo Kawaishi        | 59,8   | q     |
| 4.   | András Wanié            | 1:02,8 |       |
| 5.   | Mostyn Ffrench-Williams | 1:05,9 |       |

Wyścig 3
| Poz. | Zawodnik          | Wynik  | Uwagi |
| ---- | ----------------- | ------ | ----- |
| 1.   | Zenjiro Takahashi | 59,5   | Q     |
| 2.   | Raymond Thompson  | 1:02,0 | Q     |
| 3.   | Alfredo Rocca     | 1:04,2 |       |
| 4.   | Joseph Whiteside  | 1:04,7 |       |
| 5.   | Eskil Lundahl     | 1:06,2 |       |
| 6.   | João Pereira      | 1:08,2 |       |

Wyścig 4
| Poz. | Zawodnik        | Wynik  | Uwagi |
| ---- | --------------- | ------ | ----- |
| 1.   | Yasuji Miyazaki | 58,7   | Q     |
| 2.   | András Székely  | 1:01,5 | Q     |
| 3.   | Abdurahman Ali  | 1:02,2 |       |
| 4.   | Noel Ryan       | 1:02,9 |       |
| 5.   | Robert Halloran | 1:06,9 |       |

### Półfinały
Awans uzyskiwało trzech najlepszych z każdego wyścigu.
Półfinał 1
| Poz. | Zawodnik         | Wynik  | Uwagi |
| ---- | ---------------- | ------ | ----- |
| 1.   | Yasuji Miyazaki  | 58,0   | Q     |
| 2.   | Raymond Thompson | 59,3   | Q     |
| 3.   | Manuella Kalili  | 59,3   | Q     |
| 4.   | István Bárány    | 59,4   |       |
| 5.   | András Székely   | 1:01,4 |       |

Półfinał 2
| Poz. | Zawodnik          | Wynik | Uwagi |
| ---- | ----------------- | ----- | ----- |
| 1.   | Tatsugo Kawaishi  | 59,0  | Q     |
| 2.   | Albert Schwartz   | 59,2  | Q     |
| 3.   | Zenjiro Takahashi | 59,5  | Q     |
| 4.   | Walter Spence     | 59,6  |       |

### Finał
| Poz. | Zawodnik          | Wynik | Uwagi |
| ---- | ----------------- | ----- | ----- |
|      | Yasuji Miyazaki   | 58,2  |       |
|      | Tatsugo Kawaishi  | 58,6  |       |
|      | Albert Schwartz   | 58,8  |       |
| 4.   | Manuella Kalili   | 59,2  |       |
| 5.   | Zenjiro Takahashi | 59,2  |       |
| 6.   | Raymond Thompson  | 59,5  |       |